# 갸루게
갸루게(일본어: ギャルゲー, 영어: Gal game)는 주로 매력적인 여성 (미소녀)가 등장하는 컴퓨터 비디오 게임의 속칭이다. 유사한 개념으로 미소녀 비디오 게임이 있지만, 남성 취향 연애 게임이라는 의미로도 사용된다. 주인공이 남성이고 연애 상대를 미소녀로 설정하므로 미소녀 연애 시뮬레이션이라고도 한다.

## 같이 보기
- E-Hentai